# Nerka gąbczasta

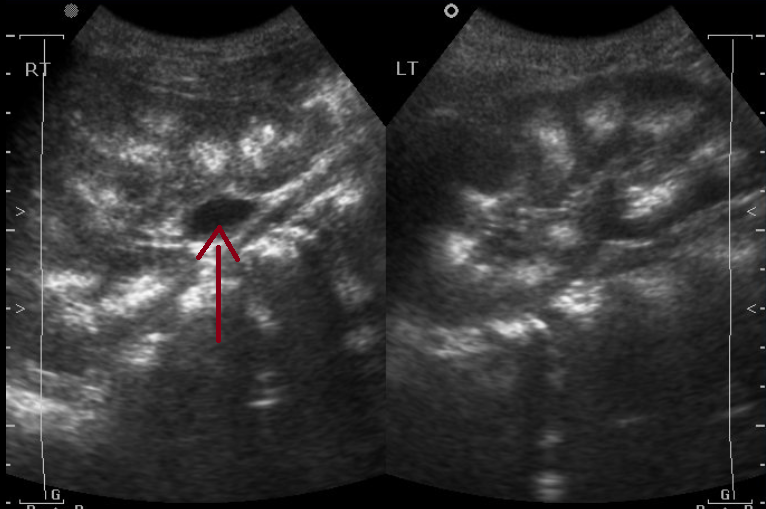
Obraz nerek gąbczastych w USG; zaznaczona strzałką szersza miedniczka prawej nerki.

Nerka gąbczasta, gąbczastość rdzenia nerki (choroba Cacchiego-Ricciego, łac. ren spongiosus, ang. medullary sponge kidney, MSK, Cacchi-Ricci disease) – rzadka anomalia rozwojowa nerki o niewyjaśnionej etiologii.

## Historia
Pierwszy przypadek nerki gąbczastej opisał Hermann Beitzke w 1908 roku. Nazwę wprowadzili Cacchi i Ricci w 1949 roku w pracy omawiającej histologię nieprawidłowo wykształconej nerki.

## Epidemiologia
Szacuje się, że nerka gąbczasta spotykana jest z częstością 1:20000 urodzeń. W 3/4 przypadków występuje obustronnie. Może występować jako część obrazu klinicznego zespołów wad wrodzonych: zespołu Beckwitha-Wiedemanna, Ehlersa-Danlosa, Marfana, Carolego, ADPKD.

## Etiologia
Choroba jest przypuszczalnie uwarunkowana genetycznie w części przypadków; rodzinne występowanie choroby dotyczy <5%.

## Objawy i przebieg
Wada może przebiegać bezobjawowo lub manifestować się klinicznie, przy czym pierwsze objawy mogą wystąpić zarówno w niemowlęctwie jak i w późnej starości. Objawy to pobolewania w okolicy lędźwiowej, nawracające infekcje dróg moczowych lub okresowy krwiomocz, krwinkomocz, jałowy ropomocz, białkomocz o niewielkim nasileniu, zmniejszoną gęstość względną moczu. Nerka gąbczasta jest predysponowana do tworzenia złogów i właśnie złogi w drogach moczowych odpowiadają za obraz kliniczny wady. Kamica moczowa dotyczy 15-20% pacjentów z MSK. Z czasem rozwija się niewydolność nerek, pogarszająca rokowanie u pacjentów z tą wadą.

## Rozpoznanie
Rozpoznanie stawiane bywa przypadkowo na podstawie przeglądowego zdjęcia rentgenowskiego jamy brzusznej, ujawniającego drobne zwapnienia w nerce (nefrokalcynoza) albo przy próbie diagnostyki krwiomoczu, kamicy lub zakażeń układu moczowego. Badaniem obrazowym o największej czułości jest urografia.

## Leczenie
Leczenie jest objawowe. Polega na zwalczaniu ognisk kamicy i unikaniu zakażeń dróg moczowych.